# Ibiporã

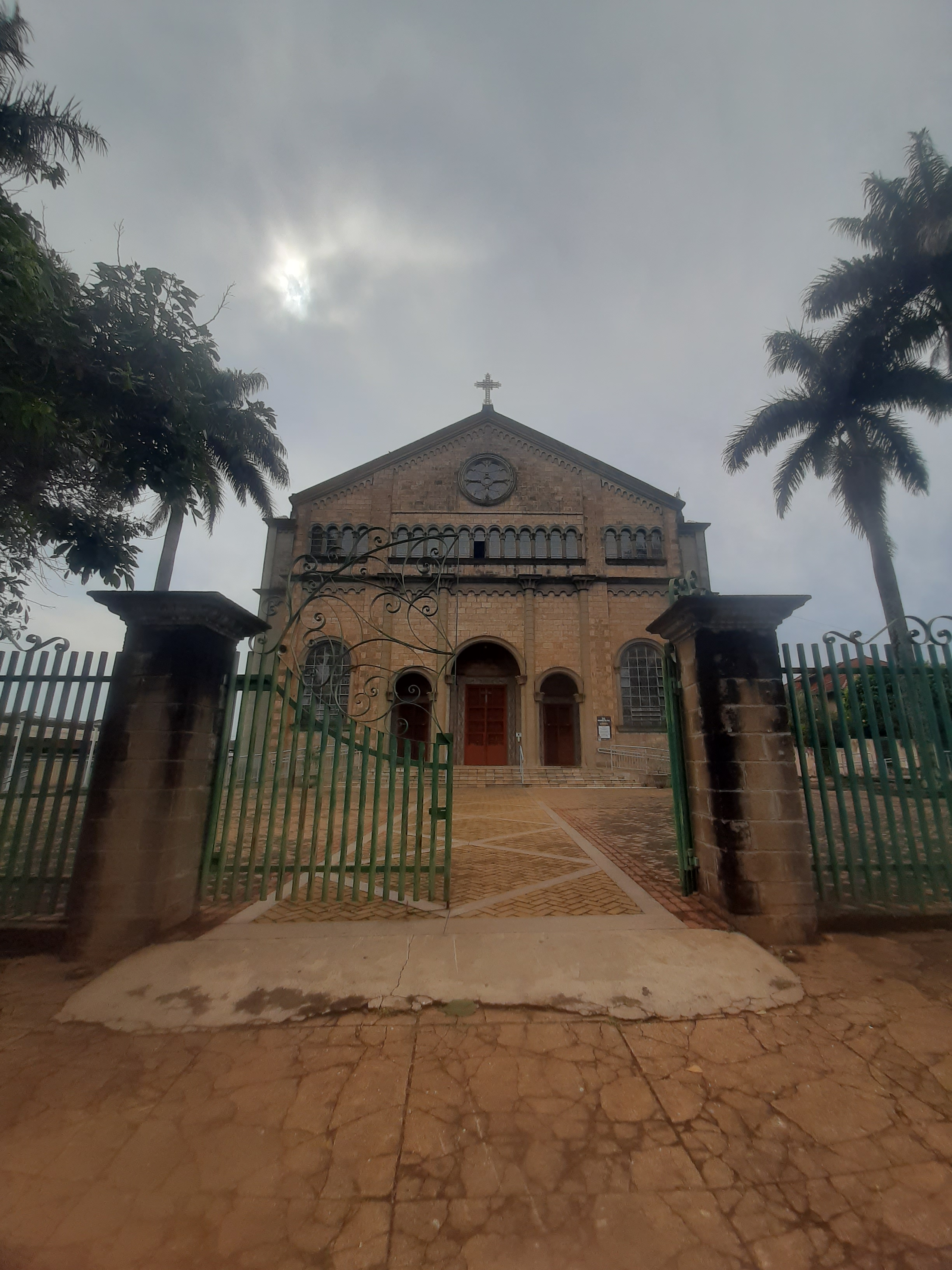
Igreja Matriz Nossa Senhora da Paz

Ibiporã é um município da Região Metropolitana de Londrina, no estado do Paraná, no Brasil.

## Topônimo
A denominação "Ibiporã" foi tirada do ribeirão de mesmo nome que banha o município. "Ibiporã" é um termo de origem tupi que admite duas etimologias:
- "terra bonita", através da junção dos termos yby (terra) e porang (bonito)[7]
- "habitante da terra", através da junção de ybi (terra) e porã (habitante)[8].

## História
Os primeiros habitantes conhecidos do atual município de Ibiporã aportaram ali em 1934. Uma das primeiras famílias a ali chegarem foi a família Pelisson e, posteriormente, a família Maggi.
Também em 1934, a Companhia Ferroviária São Paulo-Paraná ligou a cidade de Cambará até o povoado de Ibiporã, mas somente em 1936 deu-se a inauguração da estação ferroviária.
Criado através da Lei Estadual Dois, de 10 de outubro de 1947, foi instalado em 8 de novembro do mesmo ano, sendo desmembrado de Sertanópolis.

## Geografia
O município de Ibiporã tem uma área de 302 km², representando 0,1506 por cento do estado, 0,0533 por cento da Região Sul do Brasil e 0,0035 por cento de todo o território brasileiro. Localiza-se a uma latitude 23º16'08" sul e a uma longitude 51º02'52" oeste, estando a uma altitude de 497 metros acima do nível do mar.
O município apresenta relevo predominantemente suave ondulado. O relevo da sede do município é também ondulado com declividades acentuadas próximas às nascentes de córregos, chegando às vezes a declividades superiores a vinte por cento.
Ibiporã está localizada na microrregião de Londrina, parte integrada da mesorregião geográfica do Norte Paranaense, está situado no terceiro Planalto Paranaense, distante 413 quilômetros de Curitiba e treze quilômetros da cidade de Londrina.

### Demografia
Dados do Censo - 2010
População total: 49.111
- Real (habitantes que moram e trabalham no perímetro urbano da cidade): 2 210[11]
- Urbana: 36 931
- Rural: 3 012
- Homens: 20 700
- Mulheres: 21 453

Índice de Desenvolvimento Humano (IDH-M): 0,801
- IDH-M Renda: 0,711
- IDH-M Longevidade: 0,824
- IDH-M Educação: 0,868

### Hidrografia
O município está situado na sub-bacia do Rio Tibagi. O Rio Tibagi nasce nos campos gerais, no segundo planalto e é o principal afluente do Rio Paranapanema e percorre aproximadamente 550 km. Servem o município:  Rio Tibagi, Ribeirão Engenho de Ferro e Ribeirão Jacutinga.

### Clima
O regime de ventos dominantes provém do quadrante sul: 18,2 por cento ao sul e 22,9 por cento sudoeste.
A faixa climática, segundo a Classificação do clima de Köppen é Cfa. (Clima Subtropical Úmido Mesotérmico, úmido com verões quentes), com geadas severas pouco frequentes, tendência de período chuvoso no verão, sem estação seca bem definida.
- Temperatura média (min): 16,8 °C
- Temperatura média (comp): 21,2 °C
- Temperatura média (max): 26,8 °C
- Meses mais quentes: (Novembro) c/ máxima de 38,6 °C
- Umidade relativa (média) do município: 70,3%
- 1 531,3 mm de chuva anuais
- Meses mais chuvosos: Nov/Dez/Jan
- Meses menos chuvosos: Jun/Jul/Ago
- A nebulosidade é baixa, com 2 568,6 horas de insolação anual.

### Rodovias
- BR-369
- PR-090
- PR-862

## Economia
Sua economia é diversificada, passando pelo plantio do café, milho, trigo, soja e algodão entre outras culturas da agricultura. Também destaca-se na pecuária, tanto de corte como a leiteira, na suinocultura e na piscicultura.

## Esporte
A cidade de Ibiporã já possuiu um clube no Campeonato Paranaense de Futebol, o Estrela do Norte Futebol Clube.
Atualmente, também conta com o Ibiporã Futsal, que participa da Série Bronze do Campeonato Paranaense de Futsal.